# Culex pruina
Culex pruina är en tvåvingeart som beskrevs av Theobald 1901. Culex pruina ingår i släktet Culex och familjen stickmyggor. Inga underarter finns listade i Catalogue of Life.